# AMD Phenom mikroprocesszorok listája
Az AMD Phenom egy processzorcsalád az AMD-től.   Ez tartalmazza a felsőkategóriás négymagos FX, a középkategóriás négymagos (9xxx-széria), a hárommagos (8xxx-széria), és bizonyos kétmagos Athlon modellek is ide tartoznak (6xxx-széria). Az első AMD phenom modellek 2007 novemberében jelentek meg.

## Phenom FX

### "Agena FX" (65 nm, négymagos)
- Összes modell támogatja: MMX, SSE, SSE2, SSE3, SSE4a, Enhanced 3DNow!, NX bit, AMD64 (az AMD x86-64-es kivitelezése), Cool'n'Quiet

| Modellszám   | stepping | órajel        | L2 gyorsítótár | L3 gyorsítótár | HT (irányonként) | szorzó | feszültség V | TDP | foglalat  | megjelenés       | cikkszám |
| ------------ | -------- | ------------- | -------------- | -------------- | ---------------- | ------ | ------------ | --- | --------- | ---------------- | -------- |
| Phenom FX-91 |          | 2400–2600 MHz | 4 x 512 KiB    | 2 MB           | 1800 MHz         |        |              | TBD | Socket F+ | 2008/1. negyedév |          |
| Phenom FX-90 |          | 2200–2400 MHz | 4 x 512 KiB    | 2 MB           | 1600 MHz         |        |              | TBD | Socket F+ | 2008/1. negyedév |          |
| Phenom FX-82 |          | 2600+ MHz     | 4 x 512 KiB    | 2 MB           | 2000 MHz         |        |              | TBD | AM2+      | 2008/1. negyedév |          |

## Phenom quad-core 9-series

### "Agena" (65 nm, B2 & B3, quad core)
- Összes modell támogatja: MMX, SSE, SSE2, SSE3, SSE4a, Enhanced 3DNow!, NX bit, AMD64 (az AMD x86-64-es implementációja), Cool'n'Quiet

| Modellszám                | stepping | órajel   | L2 gyorsítótár | L3 gyorsítótár | HT (irányonként) | szorzó | feszültség V | TDP   | foglalat | megjelenés         | cikkszám      | induló ár  |
| ------------------------- | -------- | -------- | -------------- | -------------- | ---------------- | ------ | ------------ | ----- | -------- | ------------------ | ------------- | ---------- |
| Phenom 9900               | B3       | 2600 MHz | 4 x 512 KiB    | 2 MB           | 2000 MHz         | 13x    |              | 140 W | AM2+     | Q2 2008            |               |            |
| Phenom 9700               | B3       | 2400 MHz | 4 x 512 KiB    | 2 MB           | 2000 MHz         | 12x    | 1.2-1.25     | 125 W | AM2+     | Q2 2008            | HD9700XAGDBOX |            |
| Phenom 9650               | B3       | 2300 MHz | 4 x 512 KiB    | 2 MB           | 1800 MHz         | 11.5x  |              | 95 W  | AM2+     | Q1 2008            |               |            |
| Phenom 9600               | B2       | 2300 MHz | 4 x 512 KiB    | 2 MB           | 1800 MHz         | 11.5x  | 1.1-1.25     | 95 W  | AM2+     | 2007. november 19. | HD9600WCGDBOX | $283 (251) |
| Phenom 9600 Black Edition | B2       | 2300 MHz | 4 x 512 KiB    | 2 MB           | 1800 MHz         | 11.5x  | 1.1-1.25     | 95 W  | AM2+     | 2007. november 19. | HD960ZWCGDBOX | $283 (251) |
| Phenom 9550               | B3       | 2200 MHz | 4 x 512 KiB    | 2 MB           | 1800 MHz         | 11x    |              | 95 W  | AM2+     | Q1 2008            |               |            |
| Phenom 9500               | B2       | 2200 MHz | 4 x 512 KiB    | 2 MB           | 1800 MHz         | 11x    | 1.1-1.25     | 95 W  | AM2+     | 2007. november 19. | HD9500WCGDBOX | $251 (209) |
| Phenom 9150e              | B3       | 1800 MHz | 4 x 512 KiB    | 2 MB           | 1600 MHz         | 9x     |              | 65 W  | AM2+     | Q2 2008            |               |            |
| Phenom 9100e              | B2       | 1800 MHz | 4 x 512 KiB    | 2 MB           | 1600 MHz         | 9x     |              | 65 W  | AM2+     | Q1 2008            |               |            |

## Phenom hárommagos 8-as sorozat

### "Toliman" (65 nm, három mag)
- Összes modell támogatja: MMX, SSE, SSE2, SSE3, SSE4a, Enhanced 3DNow!, NX bit, AMD64 (AMD x86-64 implementáció), Cool'n'Quiet

| Modellszám  | stepping | órajel   | L2 gyorsítótár | L3 gyorsítótár | HT (irányonként) | szorzó | feszültség  | TDP  | foglalat | megjelenés     | cikkszám      |
| ----------- | -------- | -------- | -------------- | -------------- | ---------------- | ------ | ----------- | ---- | -------- | -------------- | ------------- |
| Phenom 8700 | B3       | 2400 MHz | 3 x 512 KiB    | 2 MB           | 1800 MHz         | 12x    |             | 95 W | AM2+     | Q2 2008        | ?             |
| Phenom 8650 | B2       | 2300 MHz | 3 x 512 KiB    | 2 MB           | 1800 MHz         | 11.5x  | 1.20–1.25 V | 95 W | AM2+     | 2008. ápr.23.  | HD8650WCJ3BGH |
| Phenom 8600 | B2       | 2300 MHz | 3 x 512 KiB    | 2 MB           | 1800 MHz         | 11.5x  | 1.20–1.25 V | 95 W | AM2+     | 2008. márc.27. | HD8600WCJ3BGD |
| Phenom 8450 | B3       | 2100 MHz | 3 x 512 KiB    | 2 MB           | 1800 MHz         | 10.5x  |             | 95 W | AM2+     | Q2 2008        |               |
| Phenom 8400 | B2       | 2100 MHz | 3 x 512 KiB    | 2 MB           | 1800 MHz         | 10.5x  |             | 95 W | AM2+     | Jan 2008       |               |

## Athlon kétmagos 6-os sorozat
Az Athlon kétmagos 6-os mikroprocesszor-sorozat a Phenom családon alapul. Ezek különböznek a korábbi Athlon X2 processzoroktól, amelyek az eredeti Athlon 64-en alapulnak (0Fh/K8 processzorcsalád).